# Ministero del territorio, delle infrastrutture e dei trasporti
Il Ministero del territorio, delle infrastrutture e dei trasporti (국토교통부?, GuktogyotongbuLR) è un dicastero del governo sudcoreano che si occupa di dettare e coordinare le politiche nazionali per la conservazione e lo sviluppo del territorio, la realizzazione di opere urbane, stradali e abitative, e la bonifica costiera, fluviale e fondaria.